# ولیکو ایلیچ
ولیکو ایلیچ (انگلیسی: Veljko Ilić؛ زادهٔ ۲۱ ژوئیهٔ ۲۰۰۳) بازیکن فوتبال اهل صربستان است.
وی همچنین در تیم ملی فوتبال زیر ۲۱ سال صربستان بازی کرده‌است.